# 普利茅斯 (新罕布什爾州)
普利茅斯（英語：Plymouth）是一個位於美國新罕布什爾州格拉夫頓縣的鎮。

## 人口
根據2020年美國人口普查的數據，普利茅斯的面積為74.20平方千米，當中陸地面積為72.80平方千米，而水域面積為1.40平方千米。當地共有人口6682人，而人口密度為每平方千米90人。